# Alexander Graf
Alexander Graf, nato Aleksandr Nenašev (Tashkent, 25 agosto 1962), è uno scacchista tedesco di origine uzbeca (sovietico fino al 1990).
Nel 2000 è emigrato in Germania e ha cambiato il cognome da Aleksandr Nenašev a Alexander Graf.

## Principali risultati
- 1991 : pari quinto nell'ultimo campionato sovietico a Mosca
- 1992 : partecipa con l'Uzbekistan alle olimpiadi di Manila,
vincendo l'oro individuale in 3a scacchiera e l'argento di squadra
- 1996 : vince l'open di Cappelle la Grande in Francia
- 2000 : 2º nel campionato tedesco
- 2002 : vince i tornei di Skopje e di Dresda
- 2003 : 3º al campionato europeo individuale di Istanbul
- 2004 : vince a Höckendorf il campionato tedesco
- 2005 : oro individuale nel campionato europeo a squadre
- 2006 : vince il torneo di Norimberga

Ha raggiunto il massimo rating FIDE in luglio 2004, con 2661 punti Elo.